# Емил Копаранов
Емил Копаранов е български футболист, |централен защитник.

## Кариера
Започва кариерата си в юношеските формации на Етър.Няколко години играе като преотстъпен в Килифарево.През 2007 г. се завръща в родния си тим, където играе до зимата на 2009 г., когато е харесан от легендата Красимир Балъков и в началото на 2010 г. е привлечен в бургаския Черноморец.